# Малушка
Ма́лушка (укр. Ма́лушка) — село в Малинской сельской общине Ровненского района Ровненской области Украины.
До 2020 года входило в Березновский район.
Население по переписи 2001 года составляло 695 человек. Почтовый индекс — 34665. Телефонный код — 8-03653. Код КОАТУУ — 5620486203.